# Standesherrschaft
Standesherrschaft (in Schlesien Freie Standesherrschaft) war die Bezeichnung für einige territoriale Verwaltungseinheiten im Königreich Sachsen, dem Königreich Preußen sowie dem Kaiserreich Österreich vom 18. bis zum 20. Jahrhundert.
Sie waren aus Herrschaften hervorgegangen und gehörten einem Standesherrn. Zu unterscheiden sind die Besitzer von solchen Standesherrschaften von den Standesherren im Deutschen Bund. 

## Niederlausitz
Etwa seit dem 13. Jahrhundert wurden in der Niederlausitz einzelne Herrschaften sichtbar, mit einer eigenen Gerichtsbarkeit und Lehnsrecht, die aber zur Markgrafschaft gehörten. 
1669 galten als Herrschaften im Landtag:
Neuzelle, Dobrilugk, Friedland und Schenkendorf, sowie Forst-Pförten, Sorau, Spremberg, Leuthen, Sonnewalde, Drehna, Straupitz, Lieberose, Lübbenau und Amtitz. Diese Einteilung bestand formell bis in das frühe 19. Jahrhundert. 
Nach 1815 verblieben von diesen in Preußen, jetzt als Standesherrschaften bezeichnet:
- Standesherrschaft Amtitz
- Standesherrschaft Drehna
- Standesherrschaft Forst-Pförten (siehe Herrschaft Forst und Herrschaft Pförten)
- Standesherrschaft Leuthen
- Standesherrschaft Lieberose
- Standesherrschaft Lübbenau
- Standesherrschaft Sonnewalde
- Standesherrschaft Straupitz.

Deren Rechte wurden seit 1823 beschränkt, 1849 wurde die eigenständige Gerichtsbarkeit aufgehoben. Die Standesherrn blieben aber Mitglieder in den Provinzialständen und im Preußischen Herrenhaus (außer Amtitz). 

## Oberlausitz
In der Oberlausitz bestanden etwa seit dem 14. Jahrhundert unter wettinischer, luxemburgischer und böhmischer Lehnshoheit als privilegierte Herrschaften
- Muskau,
- Seidenberg (später Reibersdorf) und
- Hoyerswerda

Sie bildeten zusammen einen der drei Landstände der Oberlausitz
- 1562 wurde die  Herrschaft Königsbrück gebildet.

Alle vier Herrschaften wurden 1635 sächsisch.
Nach 1815 blieben Königsbrück und Reibersdorf bei Sachsen. 
Muskau kam zu Preußen (Preußische Oberlausitz) und wurde zur Standesherrschaft, Hoyerswerda wurde zum Amt.

## Schlesien

### Königreich Böhmen
Seit dem 15. Jahrhundert entstanden die ersten (freien) Herrschaften unter böhmischer Lehnshoheit: 
- ab 1452 Pless aus Herzogtum Pless,  ab 1462 Sekundogenitur für böhmische Prinzen, ab 1765 Sekundogenitur der Fürsten von Anhalt-Köthen, danach Grafen von Hochberg, später zu Fürsten von Pless erhoben.
- ab 1489 Groß-Wartenberg erst die Herren von Haugwitz, danach die Freiherren von Maltzan, dann die Grafen von Dohna, die Herren von Braun, schließlich die Prinzen Biron von Curland,
- ab 1492 Trachenberg (erst den Kurzbach, dann den Schaffgotsch, schließlich den Hatzfeldt gehörig),
- ab 1494 Militsch (erst den Kurzbach, danach bis 1945 den Grafen von Maltzan).

Diese wurden alle aus dem Herzogtum Oels herausgelöst und überdauerten die Zeit bis in die Weimarer Republik und als Gutskomplexe bis 1945.

### Habsburgermonarchie
Am 14. November 1697 schuf Kaiser Leopold I. zwei Standesherrschaften, die bis 1945 existierten:
- Beuthen an der Oder (Fürsten Schoenaich-Carolath), später zum Fürstentum Beuthen erhoben
- (Ober-) Beuthen in Oberschlesien (Grafen Henckel von Donnersmarck).

### Preußische Monarchie
Auch die Könige von Preußen errichteten nach der Eroberung von Schlesien neue Freie Standesherrschaften. 
- Die größte von ihnen war  Fürstenstein (10068 ha) und gehörte bis 1945 den Grafen von Hochberg, Fürsten von Pleß

- Goschütz (8245 ha) im Kreis Groß-Wartenberg und gehörte bis 1945 den Grafen von Reichenbach.

- 1815 kam die bereits bestehende Standesherrschaften Muskau  in der Oberlausitz zu Schlesien

- 1825 wurde der Besitz Warmbrunn-Kynast der Grafen Schaffgotsch zur Freien Standesherrschaft.

### Minder-Standesherrschaften
Seit dem 16. Jahrhundert wurde der Status einer Minderherrschaft (status minor) in Schlesien erwähnt. Seit dem 18. Jahrhundert wurden diese als Minder-Standesherrschaft, oder selten auch Freie Minder-Standesherrschaft bezeichnet.
- Loslau, 1515 aus Herzogtum Loslau gebildet
- Bielitz, 1572 aus Herzogtum Teschen ausgegliedert, 1752 in Freie Standesherrschaft, 1754 wiederum zum Herzogtum Bielitz erhoben.
- Friedek, 1573 aus Herzogtum Teschen ausgegliedert
- Sulau bei Militsch,  1654 gebildet (3730 ha), Grafen von Schweinitz.
- Freyhan bei Militsch, 1660 gebildet (2432 ha), Grafen von Pückler;
- Neuschloss (heute: Nowy Zamek) bei Militsch (5237 ha), der Grafen von Reichenbach-Neuschloß, im Erbgang später der Grafen von Hochberg;
- Münsterberg, nach 1742 aus dem Herzogtum Münsterberg gebildet

- Olbersdorf in Österreichisch-Schlesien, 1772 gebildet, Besitzer: Jesuiten-Kollegium Troppau, später verwaltet durch den K.k. Studienfonds

### Status und Rechte
Die Freien Standesherren hatten Sitz und Stimme auf dem schlesischen Fürstentag seit dem frühen 16. Jahrhundert in der ersten Kurie mit den Fürsten (Militsch, Trachenberg und Wartenberg eine Stimme zusammen) und standen unter dem König von Böhmen (später: Preußen) als Lehnsherrn. Sie hatten das Recht der unmittelbaren und mittelbaren Gerichtsbarkeit, das Kirchenpatronat und Oberaufsicht über das Schulwesen in ihren Gebieten. Ihre Zwergstaaten hatten eigene Justiz- und Regierungsbehörden mit Titeln wie „Kanzler“ und „Regierungskanzler“. 
Um 1830 wurden diese Vorrechte der Freien Standesherren vom preußischen Staat abgeschafft, die Institution und der Rang der Freien Standesherrschaften blieb jedoch nominell noch bis in die Zeit nach dem Ersten Weltkrieg erhalten und wurde erst in der Weimarer Republik abgeschafft.

## Weitere Standesherrschaften

### Königreich Sachsen
Verschiedene Linien des Hauses Solms besaßen im 19. Jahrhundert folgende Standesherrschaften:
- Standesherrschaft Baruth, Herrschaft seit dem 13. Jahrhundert, zuerst askanisch, dann  kursächsisch, seit 1815 als Standesherrschaft zu Preußen
- Standesherrschaft Sonnewalde (siehe Niederlausitz) 1815 zu Preußen
- Standesherrschaft Wildenfels

Die Grafen von Schönburg mussten 1740 ihre reichsunmittelbaren Herrschaften der sächsischen Landeshoheit unterstellen. Diese wurden dann im 19. Jahrhundert auch als (mediatisierte) Standesherrschaften bezeichnet.
- Standesherrschaft Glauchau
- Standesherrschaft Hartenstein
- Standesherrschaft Lichtenstein
- Standesherrschaft Stein
- Standesherrschaft Waldenburg